# Pūjā

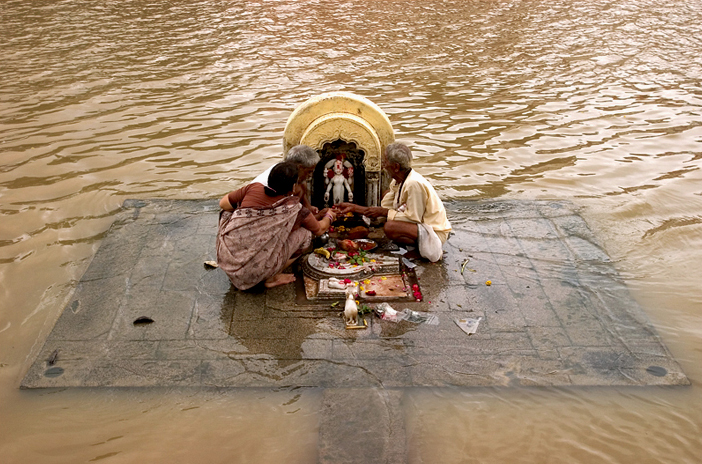
Una puja eseguita a Ujjain durante la stagione dei monsoni sulle rive del fiume straripato Shipra.

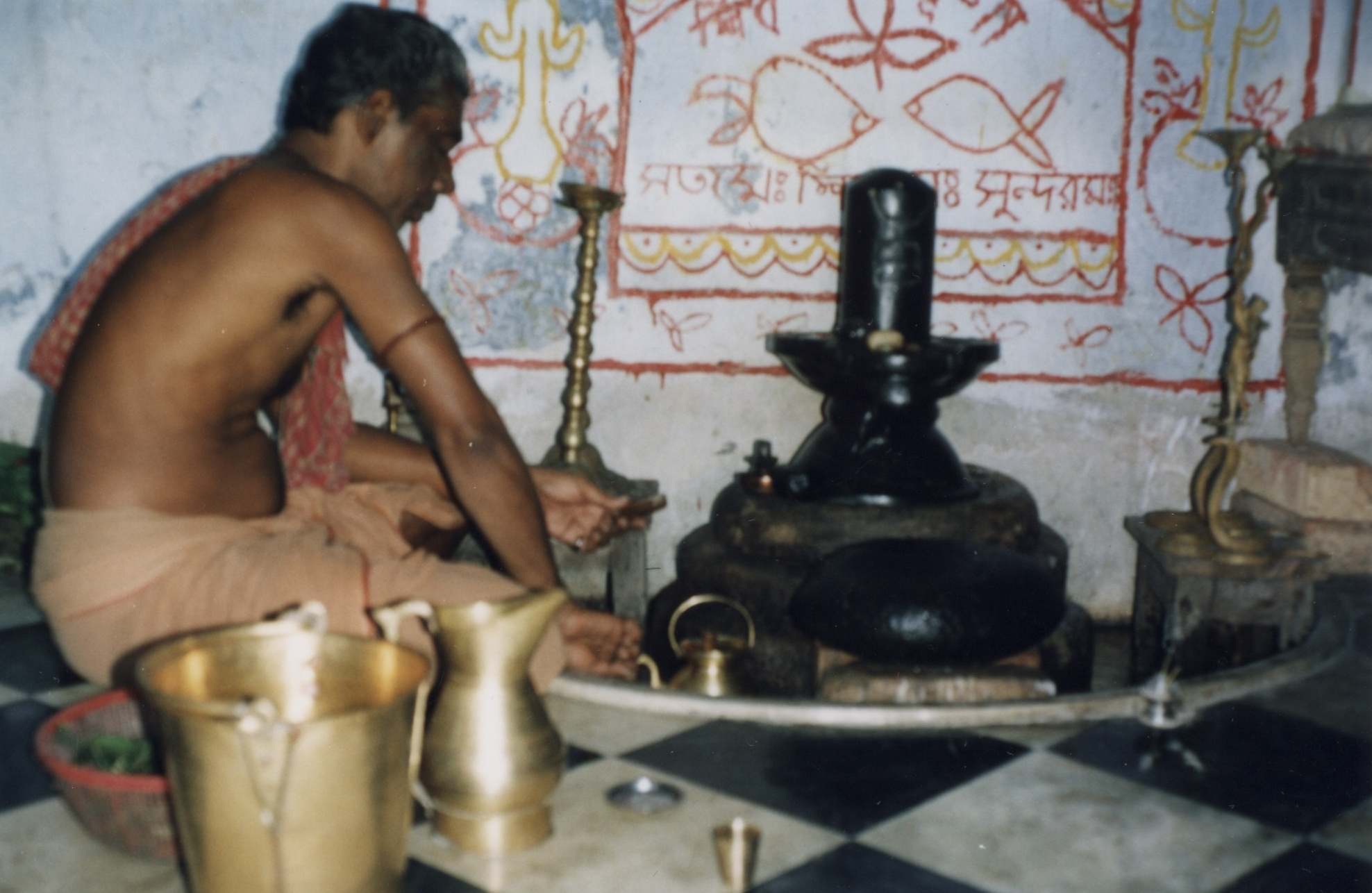
Un devoto di Śiva esegue la Puja al Lingam, che ne è il simbolo.

Presso la religione induista e anche in molte tradizioni buddiste, Pūjā (devanagari पूजा) (dal sanscrito reverenza) è un termine che genericamente indica un atto di adorazione verso una particolare forma della Divinità, che può esprimersi in un'offerta (upachara), un culto, una cerimonia o un rito.

## Tipologie
Esistono molti tipi di Puja. Le sacre scritture (tra cui i Veda e le Upanishad) contengono istruzioni molto precise, rigide e dettagliate su come compiere rituali di adorazione rivolti ad ognuno dei deva che compongono l'articolato pantheon induista.
Tradizionalmente, essa si esegue di fronte ad una Murti, ovvero una rappresentazione fisica (ad es. una statua o un'immagine) dell'aspetto di dio che si intende adorare. La celebrazione di una puja può essere accompagnata dal canto di mantra o inni sacri, e spesso prevede il lavacro e l'unzione dell'idolo e anche l'offerta di vere e proprie offerte (quali ad esempio frutta, latte, riso, fiori, ecc.) che nel caso di alimenti vengono poi consumati dall'offerente, in quanto dopo il rituale essi divengono prasada, ovvero cibo benedetto e purificato.
Nei Tantra si usano effettuare anche la purificazione del suolo, meditazioni ed invocazioni della dea-Terra, controlli della respirazione da parte del praticante.
L'esecuzione della Puja riveste un ruolo molto importante anche a livello esoterico; ogni gesto, movimento o parola pronunciata ha infatti un ben preciso significato simbolico, e corrisponde all'ottenimento di uno specifico beneficio, sia esso spirituale, intellettuale o fisico.

## Nel buddismo
La pratica della Pūjā è stata adottata anche nel buddismo, dove la pratica delle offerte è parte della tradizionale devozione riservata alle statue del Buddha o di bodhisattva. Nel Buddismo tibetano esiste in particolare la Guru Pūjā. Essa si svolge all'alba e al tramonto, cantando brani delle Scritture e tenendo un periodo di meditazione comune.